# Вебер, Макс (инженер)
Макс Мария фон Вебер (нем. Max Maria von Weber, полное имя: Philipp Christian Maximilian Maria Freiherr von Weber; 29 августа 1822, Дрезден — 25 апреля 1881, Берлин) — немецкий инженер и писатель.

## Биография
Сын композитора Карла фон Вебера, образование получил в Дрезденском политехникуме, работал при многих железных дорогах, в 1850—1875 г. занимал высокий пост в железнодорожном управлении Саксонии и Австрии.
Создал ряд больших технических трудов:
- «Technik d. Eisenbahnwesens» (1854);
- «Schale d. Eisenbahnwesens» (4-е издание 1885, перевед. на многие иностран. языки);
- «Telegraphen und Signalwesen d. Eisenb.» (1867);
- «Die Praxis, d. Baues und Betriebs d. Sekundärbahnen» (1873).
- «Nationalität und Eisenbahnpolitik» и др.

Вебер обладал и беллетристическим талантом (роман «Rolands Graalfohrt» и серия повестей). Им написана биография его знаменитого отца, композитора.